# James Greenlees

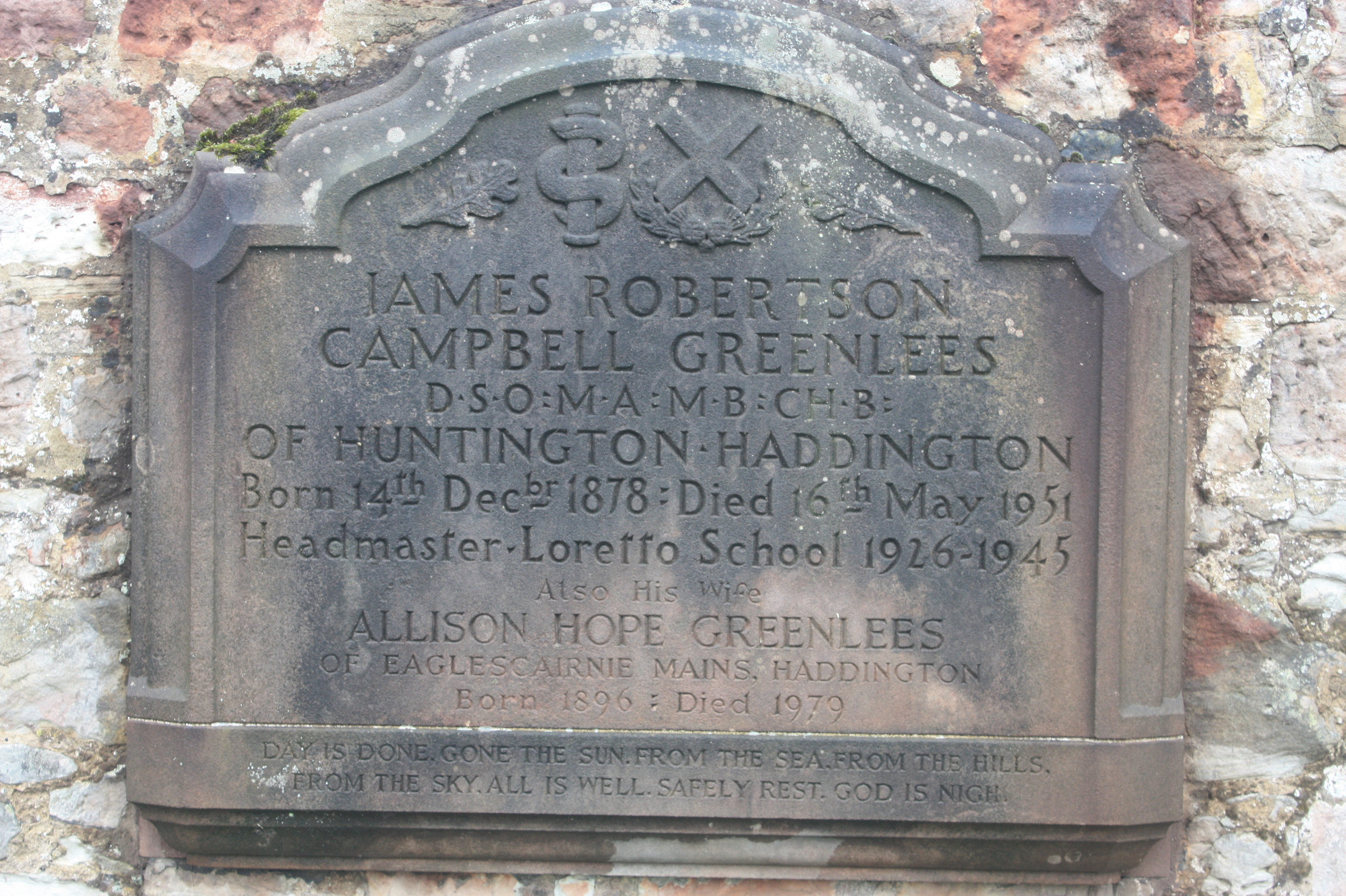
Nagrobek Jamesa Greenleesa

James Greenlees (ur. 14 grudnia 1878 w Glasgow, zm. 16 maja 1951 w Edynburgu) – szkocki rugbysta, reprezentant kraju, sędzia sportowy, lekarz, edukator.
Uczęszczał do Kelvinside Academy i Loretto School, a od 1898 roku studiował medycynę w St John’s College wchodzącym w skład Uniwersytetu Cambridge. Studia pierwszego stopnia ukończył w 1901 roku, kolejne tytuły otrzymywał zaś w latach 1905, 1907 i 1926. W barwach uniwersyteckiego zespołu rugby grał w formacji młyna i czterokrotnie wystąpił w Varsity Match przeciwko drużynie z Oxford w latach 1898–1901, rolę kapitana pełniąc w roku 1900.
W latach 1900–1903 rozegrał siedem spotkań dla szkockiej reprezentacji. Sędziował następnie po jednym spotkaniu w Home Nations Championship w edycjach 1913 i 1914.
Podczas I wojny światowej przebywał we Francji z Royal Army Medical Corps dosłużywszy się stopnia lieutenant colonel. Został odznaczony Legią Honorową oraz Distinguished Service Order, do którego otrzymał następnie Bar, a także został czterokrotnie wyróżniony poprzez Mentioned in Despatches.
Od 1906 roku prowadził praktykę medyczną, którą zakończył w 1926 roku, gdy objął posadę dyrektora Loretto School. Na emeryturę planował przejść w 1939 roku, jednak ze względu na wybuch II wojny światowej pozostał na stanowisku do roku 1945.